# Doljani Žumberački
Doljani Žumberački falu Horvátországban, a Károlyváros megyében. Közigazgatásilag Ozalyhoz tartozik.

## Fekvése
Károlyvárostól 33 km-re, községközpontjától 19 km-re északnyugatra a Zsumberki-hegységben a szlovén határ mellett fekszik.

## Története
A falunak 1857-ben 124, 1910-ben 148 lakosa volt. A trianoni békeszerződésig Zágráb vármegye Jaskai járásához tartozott. 2011-ben 23 lakosa volt. A radatovići görögkatolikus plébániához tartozik.

## Lakosság
| Lakosság változása | Lakosság változása | Lakosság változása | Lakosság változása | Lakosság változása | Lakosság változása | Lakosság változása | Lakosság változása | Lakosság változása | Lakosság változása | Lakosság változása | Lakosság változása | Lakosság változása | Lakosság változása | Lakosság változása | Lakosság változása |
| ------------------ | ------------------ | ------------------ | ------------------ | ------------------ | ------------------ | ------------------ | ------------------ | ------------------ | ------------------ | ------------------ | ------------------ | ------------------ | ------------------ | ------------------ | ------------------ |
| 1857               | 1869               | 1880               | 1890               | 1900               | 1910               | 1921               | 1931               | 1948               | 1953               | 1961               | 1971               | 1981               | 1991               | 2001               | 2011               |
| 124                | 170                | 188                | 205                | 193                | 148                | 134                | 135                | 93                 | 105                | 83                 | 57                 | 39                 | 27                 | 25                 | 23                 |